# Folsyrabrist
Folsyrabrist eller vitamin B9-brist är en näringsrubbning som i de flesta fallen beror på dålig kosthållning med för låga värden folsyra (folat). Ibland kan det uppkomma till följd av störningar i tarmen och som läkemedelsbiverkning. Gravida har ett ökat behov av folsyra.
Folsyra deltar i proteinomsättningen, i synnerhet omsättningen av metionin, samt i syntesen av DNA och RNA.
Vegetarianer och veganer som vanligtvis äter mer baljväxter får sällan folsyrabrist.

## Symtom
Folsyrabrist är sällan symtomgivande innan bristen är uttalad. Folsyrabrist kan yttra sig i andfåddhet, kärlkramp, trötthet, huvudvärk och anemi. Äldre personer kan drabbas av fönstertittarsjukan.

## Orsaker
Den vanligaste orsaken till folsyrabrist är att personen får i sig för lite folsyra med kosten. Detta gäller t.ex. alkoholister. Folsyra tas upp i tarmen, varför tarmproblem snabbt kan yttra sig i brist.
Läkemedel som kan ge folatsyrabrist innefattar trimetoprim, antiepileptika och metformin.
Ytterligare orsaker är njursvikt och vitamin B12-brist.

## Komplikationer
Folsyrabrist kan liksom vitamin B12-brist ge förhöjda värden homocystein, vilket möjligen ökar risken för hjärt-kärlsjukdomar. Vidare kan folsyrabrist möjligen orsaka metylering av DNA, vilket är cancerogent.

Folsyrabrist är särskilt allvarligt vid graviditet eftersom det är nödvändigt vid nybildning av celler. Folsyrabrist ökar risken för missfall, ryggmärgsbråck hos fostret och förtidsbörd.
På grund av orsakerna till folsyrabrist uppkommer svår brist sällan utan annan vitaminbrist.